# Sposób na pięcioraczki
Sposób na pięcioraczki (jap. 五等分の花嫁 Gotōbun no hanayome) – manga autorstwa Negiego Haruby, publikowana na łamach magazynu „Shūkan Shōnen Magazine” wydawnictwa Kōdansha od sierpnia 2017 do lutego 2020.
Na podstawie mangi powstał serial anime, film oraz trzy gry.
Polski przekład mangi ukazał się nakładem wydawnictwa Studio JG.

## Fabuła
Futaro Uesugi jest wyróżniającym się niesamowicie wysokimi ocenami licealistą. Mieszka ze swoją siostrą i ojcem, jednak sytuacja finansowa rodziny pozostawia wiele do życzenia. Zostaje zatrudniony jako korepetytor dla bogatych sióstr Nakano. Jego praca okazuje się być niełatwa. Nie tylko dlatego, że oceny pięcioraczek z prawie każdego przedmiotu są niewiarygodnie niskie, ale siostry nie mają również żadnych zamiarów ich poprawić. Nie chcąc stracić pracy, Futaro postanawia przekonać każdą z dziewczyn do nauki, tym samym pogłębiając jego związek z każdą z nich. Widownia dowiaduje się, że w przyszłości weźmie jedną z nich za żonę.

## Bohaterowie
- Futaro Uesugi (jap. 上杉 風太郎 Uesugi Fūtarō)

Seiyū: Yoshitsugu Matsuoka 
Licealista z bardzo wysokimi ocenami. Mieszka z siostrą i ojcem i nie ma przyjaciół. Aby poprawić sytuację finansową rodziny, zostaje korepetytorem sióstr Nakano. W portfelu trzyma zdjęcie młodszego siebie z dziewczyną, którą poznał w Kioto, dzięki której zaczął się uczyć.
- Ichika Nakano (jap. 中野 一花 Nakano Ichika)

Seiyū: Kana Hanazawa 
Najstarsza z sióstr. Chce zostać aktorką i aktywnie stara się odnieść sukces w tej profesji.
- Nino Nakano (jap. 中野 二乃 Nakano Nino)

Seiyū: Ayana Taketatsu 
Druga najstarsza siostra. Kocha swoją rodzinę, ale stara się tego nie okazywać. Z początku jest niemiła, wręcz agresywna, względem Futaro, ale z czasem przekonuje się do niego.
- Miku Nakano (jap. 中野 三玖 Nakano Miku)

Seiyū: Miku Itō 
Trzecia siostra. Jest cicha i nosi słuchawki wokół swojej szyi. Jej pasją są wojownicy okresu Sengoku i jako pierwsza przekonuje się do Futaro.
- Yotsuba Nakano (jap. 中野 四葉 Nakano Yotsuba)

Seiyū: Ayane Sakura 
Czwarta siostra. Lubi sport i jest pełna energii, ale jej oceny są najgorsze ze wszystkich pięcioraczek. Jako jedyna od samego początku chce się uczyć razem z Futaro.
- Itsuki Nakano (jap. 中野 五月 Nakano Itsuki)

Seiyū: Inori Minase 
Piąta, najmłodsza siostra. Jako pierwsza spotyka Futaro i od razu go znielubiła. Lubi jeść i jej niskie stopnie wyraźnie jej przeszkadzają. Po śmierci ich matki, Itsuki bezskutecznie próbowała zastąpić ją swoim siostrom.

## Manga
Przed publikacją serii, w czasopiśmie „Shūkan Shōnen Magazine” została opublikowana manga typu one-shot, która otrzymała pozytywne komentarze. 4 grudnia 2019 Haruba ogłosił, że seria będzie liczyć 14 tomów. Ostatni rozdział został opublikowany 19 lutego 2020.
W Polsce manga wydana została przez Studio JG, zaś pierwszy tom ukazał się 23 października 2020.
| Nr | Język japoński       | Język japoński         | Język polski         | Język polski           |
| Nr | Data wydania         | ISBN                   | Data wydania         | ISBN                   |
| --- | -------------------- | ---------------------- | -------------------- | ---------------------- |
| 1 | 17 października 2017 | ISBN 978-4-06-510249-7 | 23 października 2020 | ISBN 978-83-8001-650-7 |
| Lista rozdziałów - 001. Sposób na pięcioraczki (jap. 五等分の花嫁 Go-tōbun no hanayome) - 002. Wizyta (jap. お宅訪問 Otaku hōmon) - 003. Wyznanie na dachu (jap. 屋上の告白 Okujō no kokuhaku) - 004. W sumie 100 punktów (jap. 合計１００点 Gōkei hyaku ten) - 005. Cała góra problemów (jap. 問題は山積み Mondai wa yamazumi) |                      |                        |                      |                        |
| 2 | 15 grudnia 2017      | ISBN 978-4-06-510814-7 | 27 stycznia 2021     | ISBN 978-83-8001-692-7 |
| Lista rozdziałów - 006. Otwórz drzwi (jap. 扉を開けて Tobira o akete) - 007. Nareszcie weekend! (cz. 1) (jap. 今日はお休み１ Kyōha oyasumi ichi) - 008. Nareszcie weekend! (cz. 2) (jap. 今日はお休み２ Kyōha oyasumi ni) - 009. Nareszcie weekend! (cz. 3) (jap. 今日はお休み３ Kyōha oyasumi san) - 010. Nareszcie weekend! (cz. 4) (jap. 今日はお休み４ Kyōha oyasumi yon) - 011. Nareszcie weekend! (cz. 5) (jap. 今日はお休み５ Kyōha oyasumi go) - 012. Nareszcie weekend! (cz. 6) (jap. 今日はお休み６ Kyōha oyasumi roku) - 013. Przyjaciółka każdego (jap. 人好きのお人好し Hitozuki no ohitoyoshi) - 014. Zdjęcie, od którego wszystko się zaczęło (jap. 始まりの写真 Hajimari no shashin) |                      |                        |                      |                        |
| 3 | 16 marca 2018        | ISBN 978-4-06-511075-1 | 12 kwietnia 2021     | ISBN 978-83-8001-712-2 |
| Lista rozdziałów - 015. Codzienny wysiłek (jap. 積み上げたもの Tsumiageta mono) - 016. Upór (jap. いじっぱり Ijippari) - 017. Nocne wkuwanie (jap. 夜の勉強会 Yoru no benkyōkai) - 018. Kłamliwy Kłamtaro (jap. 嘘つき嘘たろう Usotsuki usotarō) - 019. Panika na drodze śmierci (jap. 焦りのデスロード Aseri no desurodo) - 020. Testy śródsemestralne (jap. 中間試験 Chūkanshiken) - 021. Czary (jap. おまじない Omajinai) - 022. Romantyczna legenda (jap. 結びの伝説 Musubi no densetsu) - 023. Biwak na szóstkę (jap. ６人の林間学校 Rokunin no rinkangakkō) |                      |                        |                      |                        |
| 4 | 17 maja 2018         | ISBN 978-4-06-511416-2 | 23 czerwca 2021      | ISBN 978-83-8001-758-0 |
| Lista rozdziałów - 024. Romantyczna legenda: dzień pierwszy (jap. 結びの伝説 初日 Musubi no densetsu shonichi) - 025. Romantyczna legenda: dzień drugi (cz. 1) (jap. 結びの伝説 ２日目１ Musubi no densetsu futsukame ichi) - 026. Romantyczna legenda: dzień drugi (cz. 2) (jap. 結びの伝説 ２日目２ Musubi no densetsu futsukame ni) - 027. Romantyczna legenda: dzień drugi (cz. 3) (jap. 結びの伝説 ２日目３ Musubi no densetsu futsukame san) - 028. Romantyczna legenda: dzień drugi (cz. 4) (jap. 結びの伝説 ２日目４ Musubi no densetsu futsukame yon) - 029. Romantyczna legenda: dzień trzeci (cz. 1) (jap. 結びの伝説 ３日目１ Musubi no densetsu mikkame ichi) - 030. Romantyczna legenda: dzień trzeci (cz. 2) (jap. 結びの伝説 ３日目２ Musubi no densetsu mikkame ni) - 031. Romantyczna legenda: dzień trzeci (cz. 3) (jap. 結びの伝説 ３日目３ Musubi no densetsu mikkame san) - 032. Romantyczna legenda: dzień dwutysięczny (jap. 結びの伝説 ２０００日目 Musubi no densetsu nisennichime)                                        |                      |                        |                      |                        |
| 5 | 17 lipca 2018        | ISBN 978-4-06-511988-4 | 31 sierpnia 2021     | ISBN 978-83-8001-794-8 |
| Lista rozdziałów - 033. Wizyta u chorego (jap. お見舞いエンカウント Omimai enkaunto) - 034. Wielka draka w Kioto (jap. 今日の京都と凶と共 Kyou no Kyōto to kyō to kyō) - 035. Detektyw Futaro i pięć podejrzanych (jap. 探偵風太郎と五人の容疑者たち Tantei Fūtarō to gonin no yōgisha tachi) - 036. Wycieczka dla zmęczonych (cz. 1) (jap. 勤労感謝ツアー１ Kinrōkansha tsuā ichi) - 037. Wycieczka dla zmęczonych (cz. 2) (jap. 勤労感謝ツアー２ Kinrōkansha tsuā ni) - 038. Wyznanie w salonie (jap. リビングルームの告白 Ribingurūmu no kokuhaku) - 039. Siedem pożegnań (cz. 1) (jap. 七つのさよなら１ Nanatsu no sayonara ichi) - 040. Siedem pożegnań (cz. 2) (jap. 七つのさよなら２ Nanatsu no sayonara ni) - 041. Siedem pożegnań (cz. 3) (jap. 七つのさよなら３ Nanatsu no sayonara san) |                      |                        |                      |                        |
| 6 | 14 września 2018     | ISBN 978-4-06-512607-3 | 12 stycznia 2022     | ISBN 978-83-8001-834-1 |
| Lista rozdziałów - 042. Siedem pożegnań (cz. 4) (jap. 七つのさよなら４ Nanatsu no sayonara yon) - 043. Siedem pożegnań (cz. 5) (jap. 七つのさよなら５ Nanatsu no sayonara go) - 044. Siedem pożegnań (cz. 6) (jap. 七つのさよなら６ Nanatsu no sayonara roku) - 045. Siedem pożegnań (cz. 7) (jap. 七つのさよなら７ Nanatsu no sayonara nana) - 046. Siedem pożegnań (cz. 8) (jap. 七つのさよなら８ Nanatsu no sayonara hachi) - 047. Siedem pożegnań (cz. 9) (jap. 七つのさよなら９ Nanatsu no sayonara ku) - 048. Siedem pożegnań (cz. 10) (jap. 七つのさよなら１０ Nanatsu no sayonara jū) - 049. Siedem pożegnań (cz. 11) (jap. 七つのさよなら１１ Nanatsu no sayonara jūichi) - 050. Siedem pożegnań (cz. 12) (jap. 七つのさよなら１２ Nanatsu no sayonara jūni) |                      |                        |                      |                        |
| 7 | 17 października 2018 | ISBN 978-4-06-513250-0 | 18 maja 2022         | ISBN 978-83-8001-919-5 |
| Lista rozdziałów - 051. Nowy Rok (jap. 初の春 Hatsu no haru) - 052. Dobra robota! (cz. 1) (jap. 今日はお疲れ１ Kyou wa otsukare ichi) - 053. Dobra robota! (cz. 2) (jap. 今日はお疲れ２ Kyou wa otsukare ni) - 054. Walka głupca (jap. 愚者の戦い Gusha no tatakai) - 055. Ostatni egzamin Miku (jap. 最後の試験が三玖の場合 Saigo no shiken ga Miku no baai) - 056. Ostatni egzamin Yotsuby (jap. 最後の試験が四葉の場合 Saigo no shiken ga Yotsuba no baai) - 057. Ostatni egzamin Itsuki (jap. 最後の試験が五月の場合 Saigo no shiken ga Itsuki no baai) - 058. Ostatni egzamin Ichiki (jap. 最後の試験が一花の場合 Saigo no shiken ga Ichika no baai) - 059. Ostatni egzamin Nino (jap. 最後の試験が二乃の場合 Saigo no shiken ga Nino no baai) |                      |                        |                      |                        |
| 8 | 15 lutego 2019       | ISBN 978-4-06-514125-0 | 12 sierpnia 2022     | ISBN 978-83-8001-995-9 |
| Lista rozdziałów - 060. Początek kampanii (jap. 攻略開始 Kouryaku kaishi) - 061. Jajecznica (cz. 1) (jap. スクランブルエッグ１ Sukuramburu eggu ichi) - 062. Jajecznica (cz. 2) (jap. スクランブルエッグ２ Sukuramburu eggu ni) - 063. Jajecznica (cz. 3) (jap. スクランブルエッグ３ Sukuramburu eggu san) - 064. Jajecznica (cz. 4) (jap. スクランブルエッグ４ Sukuramburu eggu yon) - 065. Jajecznica (cz. 5) (jap. スクランブルエッグ５ Sukuramburu eggu go) - 066. Jajecznica (cz. 6) (jap. スクランブルエッグ６ Sukuramburu eggu roku) - 067. Jajecznica (cz. 7) (jap. スクランブルエッグ７ Sukuramburu eggu nana) - 068. Jajecznica (cz. 8) (jap. スクランブルエッグ８ Sukuramburu eggu hachi) |                      |                        |                      |                        |
| 9 | 17 kwietnia 2019     | ISBN 978-4-06-514879-2 | 19 października 2022 | ISBN 978-83-8257-008-3 |
| Lista rozdziałów - 069. Witajcie w 3A (jap. ようこそ3年1組 Yōkoso san nen ichi kumi) - 070. Praca przewodniczących klasy (jap. 学級長のお仕事 Gakkyūchō no oshigoto) - 071. Przewaga (jap. アドバンテージ Adobantēji) - 072. Plotki o przewodniczących klasy (jap. 学級長の噂 Gakkyūchō no uwasa) - 073. Nowa Kawanakajima (jap. 新川中島 Shin Kawanakajima) - 074. Podstępna zagrywka (jap. 変化球勝負 Henkakyū shōbu) - 075. Wdzięczność pięciu żurawi (jap. 五羽鶴の恩返し Gowazuru no ongaeshi) - 076. Wojna mężczyzny (jap. 男の戦 Otoko no ikusa) - 077. Wojna kobiety (jap. 女の戦 Onna no ikusa) |                      |                        |                      |                        |
| 10 | 17 czerwca 2019      | ISBN 978-4-06-515308-6 | 22 grudnia 2022      | ISBN 978-83-8257-049-6 |
| Lista rozdziałów - 078. Wojna sióstr, pierwsza bitwa (jap. シスターズウォー 一回戦 Shisutāzu wō ikkai sen) - 079. Wojna sióstr, druga bitwa (jap. シスターズウォー 二回戦 Shisutāzu wō ni kai sen) - 080. Wojna sióstr, trzecia bitwa (jap. シスターズウォー 三回戦 Shisutāzu wō san kai sen) - 081. Wojna sióstr, czwarta bitwa (jap. シスターズウォー 四回戦 Shisutāzu wō yon Kai sen) - 082. Wojna sióstr, piąta bitwa (jap. シスターズウォー 五回戦 Shisutāzu wō go kai sen) - 083. Wojna sióstr, szósta bitwa (jap. シスターズウォー 六回戦 Shisutāzu wō rokkai sen) - 084. Wojna sióstr, siódma bitwa (jap. シスターズウォー 七回戦 Shisutāzu wō nana kai sen) - 085. Wojna sióstr, siódma bitwa (po drugiej stronie barykady) (jap. シスターズウォー 七回戦（裏） Shisutāzu wō nana kai sen (ura)) - 086. Wojna sióstr, mecz towarzyski (jap. シスターズウォー エキシビションマッチ Shisutāzu wō ekishibishon macchi) |                      |                        |                      |                        |
| 11 | 17 września 2019     | ISBN 978-4-06-516335-1 | 6 marca 2023         | ISBN 978-83-8257-073-1 |
| Lista rozdziałów - 087. Ja i moje siostry (cz. 1) (jap. 私と姉妹１ Watashi to shimai ichi) - 088. Ja i pewien chłopiec (cz. 1) (jap. 私とある男子１ Watashi to aru danshi ichi) - 089. Ja i moje siostry (cz. 2) (jap. 私と姉妹２ Watashi to shimai ni) - 090. Ja i pewien chłopiec (cz. 2) (jap. 私とある男子２ Watashi to aru danshi ni) - 091. Nieprzypadkowe wakacje (jap. 偶然のない夏休み Gūzen no nai natsu-yasumi) - 092. Ślad tajemnicy (jap. 秘密の痕 Himitsu no ato) - 093. Nie ma róży bez kolców (jap. ツンデレツン Tsun dere tsun) - 094. Czas rozstań (cz. 1) (jap. 分枝の時１ Bunshi no toki ichi) - 095. Czas rozstań (cz. 2) (jap. 分枝の時２ Bunshi no toki ni) |                      |                        |                      |                        |
| 12 | 15 listopada 2019    | ISBN 978-4-06-517312-1 | 28 kwietnia 2023     | ISBN 978-83-8257-160-8 |
| Lista rozdziałów - 096. Niczym niezmącona codzienność (jap. 進み続ける日常 Susumi-tsuzukeru nichijō) - 097. Zmieniająca się codzienność (jap. 変わり始める日常 Kawari-hajimeru nichijō) - 098. Dobiegająca końca codzienność (jap. 終わり掛ける日常 Owari-kakeru nichijō) - 099. Festiwal świtu, dzień pierwszy (jap. 日の出祭 初日 Hi no de-sai shonichi) - 100. Festiwal świtu, dzień drugi (jap. 日の出祭 二日目 Hi no de-sai futsuka-me) - 101. Ostatni festiwal Ichiki (cz. 1) (jap. 最後の祭りが一花の場合１ Saigo no matsuri ga Ichika no ba’ai ichi) - 102. Ostatni festiwal Ichiki (cz. 2) (jap. 最後の祭りが一花の場合２ Saigo no matsuri ga Ichika no ba’ai ni) - 103. Ostatni festiwal Nino (cz. 1) (jap. 最後の祭りが二乃の場合１ Saigo no matsuri ga Nino no ba’ai ichi) - 104. Ostatni festiwal Nino (cz. 2) (jap. 最後の祭りが二乃の場合２ Saigo no matsuri ga Nino no ba’ai ni) |                      |                        |                      |                        |
| 13 | 17 stycznia 2020     | ISBN 978-4-06-518452-3 | 30 czerwca 2023      | ISBN 978-83-8257-208-7 |
| Lista rozdziałów - 105. Ostatni festiwal Miku (cz. 1) (jap. 最後の祭りが三玖の場合１ Saigo no matsuri ga Miku no ba’ai ichi) - 106. Ostatni festiwal Miku (cz. 2) (jap. 最後の祭りが三玖の場合２ Saigo no matsuri ga Miku no ba’ai ni) - 107. Ostatni festiwal Yotsuby (cz. 1) (jap. 最後の祭りが四葉の場合１ Saigo no matsuri ga Yotsuba no ba’ai ichi) - 108. Ostatni festiwal Yotsuby (cz. 2) (jap. 最後の祭りが四葉の場合２ Saigo no matsuri ga Yotsuba no ba’ai ni) - 109. Ostatni festiwal Itsuki (cz. 1) (jap. 最後の祭りが五月の場合１ Saigo no matsuri ga Itsuki no ba’ai ichi) - 110. Ostatni festiwal Itsuki (cz. 2) (jap. 最後の祭りが五月の場合２ Saigo no matsuri ga Itsuki no ba’ai ni) - 111. Ostatni festiwal Itsuki (cz. 3) (jap. 最後の祭りが五月の場合３ Saigo no matsuri ga Itsuki no ba’ai san) - 112. Ostatni festiwal pięcioraczek (jap. 最後の祭りが五つ子の場合 Saigo no matsuri ga itsutsu-go no ba’ai) - 113. Ostatni festiwal Futaro (cz. 1) (jap. 最後の祭りが風太郎の場合１ Saigo no matsuri ga Fūtarō no ba’ai ichi) |                      |                        |                      |                        |
| 14 | 17 kwietnia 2020     | ISBN 978-4-06-518687-9 | 30 czerwca 2023      | ISBN 978-83-8257-209-4 |
| Lista rozdziałów - 114. Ostatni festiwal Futaro (cz. 2) (jap. 最後の祭が風太郎の場合２ Saigo no matsuri ga Fūtarō no ba’ai ni) - 115. Pięć zwykłych poranków (jap. 五通の朝 Itsu-dōri no asa) - 116. Pięć godzin w jednym pokoju (jap. 五時間一部屋 Gojikan hitoheya) - 117. Pięć porcji chaosu na lunch (jap. 五里霧中ランチタイム Gori muchū Ranchitaimu) - 118. Wspomnienia Itsuki (jap. 五月の思出 Itsuki no omoide) - 119. Pięciogwiazdkowa wycieczka (jap. 五つ星ツアー Itsutsu-boshi tsuā) - 120. Pewien dzień sprzed pięciu lat (jap. 五年前のとある日 Gonen-mae no to aru hi) - 121. Jedna szansa na pięć (jap. 五分の一の確率 Gobun no ichi no kakuritsu) - 122. Sposób na pięcioraczki (jap. 五等分の花嫁 Go-tōbun no hanayome) |                      |                        |                      |                        |

## Anime
Pierwszy sezon serialu anime rozpoczął emisję 10 stycznia 2019 roku. Produkcją zajęło się studio Tezuka Productions. Za reżyserię odpowiadał Satoshi Kuwabara. Emisja zakończyła się 28 marca, licząc 12 odcinków. Prawa do streamingu serii nabył Crunchyroll.
Sezon drugi został wyprodukowany przez Bibury Animation Studios i wyreżyserowany przez Kaori. Oryginalnie premiera miała odbyć się w październiku 2020 roku, jednakże została opóźniona do stycznia 2021 z powodu pandemii COVID-19. Emisja rozpoczęła się 7 stycznia i zakończyła 25 marca. Po emisji ostatniego odcinka zapowiedziano kontynuację. 18 kwietnia ujawniono, że przyjmie ona formę filmu, który ma zostać wydany w 2022 roku. Ostatecznie premiera filmu została ustalona na 20 maja 2022.

### Muzyka
Za ścieżkę dźwiękową serialu odpowiedzialni są Heitor Pereira i Kris Bowers. Muzyka pierwszego sezonu została zebrana w formie albumu i wydana 6 marca 2019 roku
Na potrzeby serii powstała grupa Nakano-ke no itsutsugo, składająca się z seiyū tytułowych pięcioraczek. Do pierwszego sezonu grupa wykonała motyw początkowy Go-tōbun no Kimochi (五等分の気持ち). Do sezonu drugiego wykonano zarówno motyw początkowy, Go-tōbun no Katachi (五等分のカタチ), jak i końcowy – Hatsukoi (はつこい). Do filmu grupa wykonała dwa motywy, 
Motyw końcowy pierwszego sezonu, Sign, wykonała Aya Uchida.

## Gry komputerowe
Na podstawie serii powstały trzy gry.
Pierwszą z nich jest wydana w 2020 roku gra na urządzenia mobilne pod tytułem Gotōbun no hanayome itsutsu-ko-chan wa Pazuru o go tōbun dekinai (五等分の花嫁 五つ子ちゃんはパズルを五等分できない).
Drugą jest powieść wizualna z gatunku galge pod tytułem Gotōbun no Hanayome ∬: Natsu no Omoide mo gotōbun (五等分の花嫁∬～夏の思い出も五等分～) stworzona przez Mages na Playstation 4 i Nintendo Switch. Premiera odbyła się 25 marca 2021 roku.
Trzecią jest powieść wizualna na podstawie filmu, pod tytułem Eiga Gotōbun no Hanayome ~Kimi to Sugoshita Itsutsu no Omoide~ (映画 五等分の花嫁　～君と過ごした五つの思い出～), podobnie jak poprzednia gra, została stworzona przez Mages na PlayStation 4 i Nintendo Switch. Premiera odbyła się 2 czerwca 2022 roku.